# Kungliga Akademien för de fria konsterna
Kungliga Akademien för de fria konsterna (ofte blot Konstakademien) er et svensk akademi til fremme af kunst og arkitektur. Akademiet har sæde i Stockholm. Medlemmerne af akademiet udpeges for livstid og er deles i ordinære medlemmer, æresmedlemmer og udenlandske medlemmer.
Akademiet blev oprettet som en tegneskole efter fransk forbillede i 1735. Kong Gustav den 3. underskrev først statutterne i 1773. Akademiets storhedstid var den sidste del af 1700-tallet. Det fik sit nuværende navn i 1810, og i 1870 flyttede det til sin nuværende beliggenhed.
Kungliga Konsthögskolan var oprindeligt en del af akademiet. Den blev i 1978 udskilt som en uafhængig enhed under det svenske undervisningsministerium.